# 琴香
Kotoka（コトカ、1990年1月8日 - ）は、日本の元プロレスラー、ジムトレーナー。

## 経歴
2009年4月6日にDRAGON GATE NEXのドラゴンゲートアリーナ大会にてスペル・シーサー戦でデビュー。同年は近野剣心・RYOMAが先行してデビューしており、3人目のデビューとなった（現在は2人とも退団している）。
デビュー後暫くは本名で活動していたが、10月13日のWORLD-1の自主興行「THE WORLD IS ONE」にて谷嵜なおきに敗戦後にWORLD-1入りを直訴して土井成樹とB×Bハルクに認められ加入。同時に、苗字の椎葉がCIMAとややこしくなると言う事でリングネームを琴香に変更。その後、一度は地元の熊本大会にて「CIBA」としてCIMAのコスチュームを着てCIMAとタッグを組んだ。
2010年6月10日にB×Bハルク、YAMATOと共にホリプロとマネージメント契約を結ぶ。
2010年8月29日の博多スターレーンで念願の初勝利を収めるが、12月5日の札幌テイセンホールで行われたカベジェラ・コントラ・カベジェラキャプテンフォールタッグマッチ（この時のキャプテンはKzyと琴香）で敗れ、丸坊主になる。
2011年4月14日の後楽園ホールで行われたオープン・ザ・トライアングルゲート選手権試合～トライアングルゲート・コントラ・解散でWORLD-1が敗れ無所属になる。その後しばらく無所属で第1試合などを担当。1度は吉野正人にワールドワンインターナショナルに勧誘されるも拒否し、新井健一郎のいるウィンドウズMGに加入。
2013年5月、CIMAに認められロシア遠征を経験する。7月22日ウィンドウズがベテラン軍と合体し、琴香は「卒業」。8月23日後楽園ホール大会より、CIMAのコスチュームを着用して「CIBA」のリングネームで登場。ただし、このリングネームは2013年限りとCIMAから発表された。ミレニアルズ、問題龍との抗争を経て、12月22日には堀口元気H.A.Gee.Mee!!が保持するオープン・ザ・ブレイブゲート王座に挑戦。初のシングルタイトルを狙ったが敗戦。CIBAとしてのラストマッチはCIMAとのシングルマッチであった。
2014年初めはリョーツ清水と共にユニット入りを模索。MAD BLANKEY、MONSTER EXPRESS、さらに斎藤"ジミー"了の欠場を狙い、リングネームをジミー琴香にするとまで訴えてジミーズ入りを懇願したがススムに断られた。
その後、CIMAとタッグを組み、4月8日後楽園ホール大会にてリョーツ&Gamma組と対戦したが、亀有公園前固めで敗れた。この後、CIMAが再び「琴香を預かる」と宣言。
リングネームを"ミスター・ハイテンション"琴香と改めたが、試練として「パンチパーマ・コントラ・パンチパーマ～敗者パンチパーマ・マッチ～」と銘打たれた富永千浩とのシングルマッチが決定した。試合は琴香が富永を丸め込んで勝利したが、富永が「パンチ富永」となりヒールターン、敗者のはずの富永が却って注目を浴びる結果になった。
2015年1月16日の後楽園ホール大会、ミレニアルズ VS MAD BLANKEY 4vs5 全面対抗戦の試合後にMAD BLANKEYに暴行されているミレニアルズを林とともに救出。この後琴香、林、Dr.マッスルを含めた6vs6のタッグマッチを行いCIMAから横入り式エビ固めで丸め込み勝利（直前にDr.マッスルに扮したKzyの裏切りがあった）。試合後には長らく敵対していたミレニアルズに加入し、リングネームをKotokaに改める。
しかし、8月6日の解散マッチでミレニアルズが解散。解散後はEitaと結託してT-Hawkを敵視、他選手との試合でも急所攻撃などラフファイトを繰り出すようになる。そして8月16日に解散したMAD BLANKEY勢、さらにMONSTER EXPRESSを脱退した鷹木信悟とも結託した。
9月23日、正式に「VerserK」がユニットとして発足したと同時に、結託していたEitaを追放。自身初のヒールターンであり、目の周囲に黒いメイクを施し、両手を顔の前に掲げて「ヴェーー‼︎」と謎の奇声をあげ、不快さを振り撒くようになった。
11月1日、戸澤陽、谷嵜なおきとの3WAYマッチ（実質は戸澤vs谷嵜・Kotokaのハンディキャップマッチ）を反則技を多用して制し、自身初のタイトルとなるオープン・ザ・ブレイブゲート王座を戴冠した。12月にEitaの挑戦を退けたが、2016年3月にヨースケ♡サンタマリアに敗れて王座を失った。
2016年3月21日、谷嵜なおきがブレイブゲートに挑戦。しかしKotokaが放ったボックス攻撃が谷嵜に誤爆し、谷嵜がマリアに敗北。そして同じ日、ツインゲートを失った土井とYAMATOとトライアングルゲートに挑戦。しかし戸澤の高速ジャーマン・スープレックス・ホールドであっさり自分が敗北。土井とYAMATOはそれに怒りKotokaの髪を切り退場。土井・YAMATO・谷嵜とKotoka・鷹木の間に亀裂が走る（その後、サイバーも鷹木とKotokaの仲間になる）。
5月5日、愛知県体育館にて行われた問題龍を除くVerserK同門対決DEAD or ALIVE2016「マスカラ・コントラ・カベジェラ〜金網サバイバルダブルリスク6WAYマッチ」で、指定選手だった戸澤陽のリスクは解除したものの、金網に最後まで負け残り、自慢のレッドヘアーを刈り取られ丸坊主となる（なお、今回坊主となった選手は1年間丸坊主を維持しなければならないというルール）。そしてデビュー８年にして早くも２度目の丸坊主となった。
7月より長期欠場となっていたが、10月12日の後楽園ホール大会にDr.マッスルとして登場。第4試合のブレイブゲート選手権試合の最終盤に乱入し、エル・リンダマンにボックス攻撃を行い、リング下で奇妙なアクションを見せた後に逃走。さらにはメインイベントのVerserkとMonster Expressとの解散マッチの際にも乱入し、T-Hawkにカルデラを決め、正体をバラしたあげくに逃走した。10月23日のKBSホール大会にて、自分はVerserkであることをアピールするもT-Hawkらから追放される。追放後は無所属で活動。
2017年8月6日の大阪府立体育会館第2競技場大会では8人タッグマッチ～5ユニットサバイバルレース対象試合を行い、土井成樹、吉野正人、Ben-Kとの4人タッグで、堀口元気H.A.Gee.Mee!!、ジミー・ススム、斉藤"ジミー"了、ジミー・クネスJ.K.Sの4人タッグと対決。結果は17分55秒モモ☆ラッチでKotokaが堀口をフォールして勝利。
2018年1月28日、3月6日の後楽園ホール大会にて引退することを発表。
2018年3月6日後楽園ホール大会にて引退。4月には自身のYouTubeチャンネルを開設した。
2019年8月24日、大阪にてトレーニングジム「TRAINING GYM KICKY」をオープンした。同年10月14日、このジムは関西テレビ「よーいドン」のとなりの人間国宝さんのコーナーに登場し、人間国宝さん認定を受けた。

## 得意技
カルデラ
CIMAのメテオラのフォームから決める変形のダイビングフットスタンプ。この技は、肩をねらったり、顔面をねらったりと、二つの使いわけがある。現在のフィニッシュ・ホールド。VerserKに入ってからは「ヴェーー!!」と叫んでから放つ。
モモ☆ラッチ
ウィンドウズが帰ってきたベテラン軍との合体前に使用し始めた中西百重の使用する丸め込み技。使用頻度は減少するも、ブレイブゲート初戴冠時に使用したフィニッシュ・ホールドの一つ。
ヴィーナス
相手をコーナーに座らせてのジャンピング・アッパー掌底。人魚をイメージした技らしいのだが、CIMAの勘違いにより、マーメイドではなくヴィーナスになった。相手のトペ・スイシーダなどの技を迎撃する時にも使われる。グーパンチ式で放つこともある。CIMAから伝授された技。
アイコノクラズム
上記と同様にCIMAから伝授された技で、英語で聖像破壊運動という意味の投げ技。コーナーに座らせた相手の両脇を抱え上げて、シットダウンパワーボムのような体勢で相手を前方に放り投げる技。技名の由来はBUCK-TICKの曲名から。相手の両腕を交差して投げるとゴリコノクラズムになる（ビデオ撮影時にゴリラのぬいぐるみを投げたことから伝授者のCIMAが発明）。また、これらの技はヴィーナスから連続して出すことが多い。CIBAになってからはアイコノクラズムとヴィーナスを多用する。
リバースDDT
相手に持ち上げられたりした際に切り返しで用いる。ウーハー・ネーションなど大型レスラーなども切り返すことが出来る。
ラ・マヒストラル
MaxiMuM加入直前位から使い始めた。技の入りでバタつく事がある。本人によると『形は知っていたが、今まで試合はおろか練習でも使った事が無かった』との事である。
ダイビング・フット・スタンプ
飛び付き式丸め込み
各種キック
スワンダイブ式ミサイルキック
急所蹴り

## エピソード
- 藤波辰爾を尊敬しており、子供のころはプロレスのゲームで藤波を使用していた。
- 幼さの残る容姿のために、新井健一郎等からは「どう見ても女の子」と揶揄された。
- WORLD-1内で特にB×Bハルクに気に入られており、入場時には一緒にダンスを披露していた。
- 2013年12月のブレイブゲート王座初挑戦が決まった際には、感極まって涙してしまい、王者の堀口に「泣くのはベルトを獲ってからにしろ」と注意された。
- 武勇伝にて佐藤光留と対戦時、佐藤のメイド服に対抗した衣装を着用し、佐藤に気に入られる。その後も武勇伝以外でも何度かメイド服姿で登場している。
- kzyにタレント扱いされることを極端に嫌っている。
- 金網マッチでレッドヘアーを失ってからは入場時に赤いカツラを着用しており、試合中も外さない。しかし、得意の「ヴェーー！」のポーズをやってる隙に背後から対戦相手に取られる。また、そのカツラは意外と外れにくい。

- 2017年に実の弟である椎葉おうじが同じドラゴンゲートからデビューした。

## タイトル歴
DRAGON GATE
- 第28代オープン・ザ・ブレイブゲート王座

## テレビ出演
- おはよう朝日です（朝日放送、2010年4月5日 - ） - リポーター